# Taróczy Balázs
Taróczy Balázs (Budapest, 1954. május 9. –) magyar hivatásos teniszező. Ő az open era legsikeresebb magyar férfi teniszezője. Megalakulása (2000) óta a Sport Tv szakkommentátora.

## Pályafutása

### Játékosként
Sportolóként az UVATERV (1961–68), a Vasas (1969–80), a német TC Fürth (1981–86) teniszezője. Tíz éven át benne volt az egyéni tenisz-világranglista első ötvenében, 1978–82 között az első húszban. Taróczy Balázs tizenhárom egyéni ATP-versenyt nyert, huszonhét párost. Párosban Heinz Günthardttal kétszeres Grand Slam-győztes: az 1981-es Roland Garroson, és az 1985-ös wimbledoni teniszbajnokságon is diadalmaskodtak. Szintén Günthardttal háromszoros páros világbajnokság győztesek voltak (WCT World Doubles, 1982, 1983 és 1986-ban). Összesen 26 páros ATP-tornát nyert meg. Egyéniben összesen 13 tornát nyert meg, mindet salakos borításon, kétszer bejutott a Roland Garros negyeddöntőjébe.

## ATP döntői

### Egyéni

#### Győzelmei (13)
| Tornagyőzelmek (egyéni)       |
| Grand Slam (0)                |
| Tennis Masters Cup (0)        |
| ATP Masters Series (0)        |
| ATP International Series (13) |

| No. | Dátum                | Helyszín                 | Borítás | Ellenfél a döntőben | Eredmény a döntőben     |
| 1.  | 1974. július 27.     | Kitzbühel, Ausztria      | Salak   | Onny Parun          | 6–1, 6–4, 6–4           |
| 2.  | 1976. július 19.     | Hilversum, Hollandia     | Salak   | Ricado Cano         | 6–4, 6–0, 6–1           |
| 3.  | 1978. július 30.     | Hilversum, Hollandia     | Salak   | Tom Okker           | 2–6, 6–1, 6–2, 6–4      |
| 4.  | 1978. október 15.    | Barcelona, Spanyolország | Salak   | Ilie Năstase        | 1–6, 7–5, 4–6, 6–3, 6–4 |
| 5.  | 1979. június 17.     | Brüsszel, Belgium        | Salak   | Ivan Lendl          | 6–1, 1–6, 6–3           |
| 6.  | 1979. július 29.     | Hilversum, Hollandia     | Salak   | Tomáš Šmíd          | 6–2, 6–2, 6–1           |
| 7.  | 1980. július 20.     | Båstad, Svédország       | Salak   | Tony Giammalva      | 6–3, 3–6, 7–6           |
| 8.  | 1980. július 27.     | Hilversum, Hollandia     | Salak   | Haroon Ismail       | 6–3, 6–2, 6–1           |
| 9.  | 1980. szeptember 28. | Genf, Svájc              | Salak   | Adriano Panatta     | 6–3, 6–2                |
| 10. | 1981. július 26.     | Hilversum, Hollandia     | Salak   | Heinz Günthardt     | 6–3, 6–7, 6–4           |
| 11. | 1981. október 25.    | Tokió, Japán             | Salak   | Eliot Teltscher     | 6–3, 1–6, 7–6           |
| 12. | 1982. április 4.     | Nizza, Franciaország     | Salak   | Yannick Noah        | 6–2, 3–6, 13–11         |
| 13. | 1982. július 25.     | Hilversum, Hollandia     | Salak   | Buster Mottram      | 7–6, 6–7, 6–3, 7–6      |

#### Elvesztett döntői (7)
| No. | Dátum               | Helyszín                                | Borítás | Ellenfél a döntőben | Eredmény a döntőben |
| 1.  | 1977. július 9.     | Båstad, Svédország                      | Salak   | Corrado Barazzutti  | 6–7, 7–6, 2–6       |
| 2.  | 1978. november 4.   | Bécs, Ausztria                          | Kemény  | Stan Smith          | 6–4, 6–7, 6–7, 3–6  |
| 3.  | 1979. július 22.    | Båstad, Svédország                      | Salak   | Björn Borg          | 1–6, 5–7            |
| 4.  | 1980. június 15.    | Brüsszel, Belgium                       | Salak   | Peter McNamara      | 6–7, 3–6, 0–6       |
| 5.  | 1981. április 26.   | Bournemouth, Egyesült Királyság         | Salak   | Víctor Pecci        | 3–6, 4–6            |
| 6.  | 1983. július 24.    | Hilversum, Hollandia                    | Salak   | Tomáš Šmíd          | 4–6, 4–6            |
| 7.  | 1984. augusztus 12. | Indianapolis, Amerikai Egyesült Államok | Salak   | Andrés Gómez        | 0–6, 6–7            |

## Sportvezetőként
2004-ben a Magyar Teniszszövetség szakmai igazgatója és a Davis-kupa-csapat kapitánya lemondott posztjáról. Berényi János elnök sajnálja a volt kiváló játékos döntését, de közölte, hogy Taróczy nem szakad el teljesen a szövetségtől. Az elnökség felkérte a szakmai bizottságot, egy héten belül tegyen javaslatot az új vezetőedző és egyben DK-kapitány személyére.
Rövid ideig Goran Ivanišević edzője is volt.

## Diplomataként
2019 nyara óta Magyarország barcelonai főkonzulja.

## Sikerei, díjai
- Francia bajnok – párosban (1981)
- Európa-bajnok (1981)
- kétszeres világbajnok (1983, 1986)
- Wimbledoni bajnok (1985)
- Az év magyar teniszezője (1973–1986)
- A Magyar Köztársasági Érdemrend tisztikeresztje (1994)[3]
- Budapest díszpolgára (2014).[4]
- A Magyar Érdemrend középkeresztje (2014)[5]
- Hegyvidék díszpolgára (2014)
- Prima díj (2015)